# 村上あかね
村上 あかね（むらかみ あかね、1974年 - ）は、日本の社会学者。専門は家族社会学。桃山学院大学社会学部教授。

## 人物
東京都生まれ。長野県諏訪清陵高等学校を経て、1997年大阪大学人間科学部卒業。1999年大阪大学大学院人間科学研究科博士前期課程修了。2002年大阪大学大学院人間科学研究科博士後期課程単位取得満期退学。早稲田大学第一文学部・早稲田大学第二文学部非常勤講師、明治大学大学院情報コミュニケーション研究科非常勤講師、関東学院大学文学部非常勤講師、立教大学社会学部非常勤講師を経て、2008年に東京大学社会科学研究所准教授、2010年に桃山学院大学社会学部准教授、2024年より桃山学院大学社会学部教授。

## 共著
- 太郎丸博 編『フリーターとニートの社会学』世界思想社、2004年。ISBN 978-4790712213。
- 与謝野有紀ほか 編『社会の見方、測り方：計量社会学への招待』勁草書房、2006年。ISBN 978-4326601868。
- 樋口, 美雄、太田, 清、家計経済研究所 編『女性たちの平成不況：デフレで働き方・暮らしはどう変わったか』日本経済新聞社、2004年。ISBN 978-4532350918。